# کاترینا مورینو
کاترینا مورینو (انگلیسی: Caterina Murino؛ زادهٔ ۱۵ سپتامبر ۱۹۷۷) هنرپیشه اهل ایتالیا است. وی از سال ۲۰۰۱ میلادی تاکنون مشغول فعالیت بوده است.
از فیلم‌ها یا سریال‌های تلویزیونی که وی در آن نقش داشته است، می‌توان به کازینو رویال، بی‌خیالش، سنت ترینیان، باغ عدن و خوشبختی فرا رسیده‌است اشاره کرد.